# Alarik Wachtmeister (1922–2013)
Hans Alarik Wachtmeister, född 11 maj 1922 i Karlskrona, död 22 mars 2013, var en svensk greve och försäljningsdirektör.

## Biografi
Wachtmeister var son till konteramiral, greve Alarik Wachtmeister (1890-1953) och Margit Stockenberg (1894-1968). Han tog studentexamen 1941, sjöofficersexamen 1945 och studerade vid Göteborgs handelsinstitut 1948 samt vid Centre d’Études Industrielies i Genève 1951. Wachtmeister var Product Manager vid Foil Aluminum Company of Canada Ltd i Montréal 1951, Manager Steel Sales vid Sandvik Canadian Ltd i Montréal 1955, exportchef vid Nyby bruks AB 1958 och försäljningsdirektör där från 1962.
Han blev löjtnant i flottan 1947, i reserven 1949 och kapten i reserven 1959. Wachtmeister var medlem av Rotary International.
Wachtmeister gifte sig 1950 med Brita Kinch (född 1927), dotter till godsägaren Claes Kinch och Dagmar Frisell. Han var far till Alarik (född 1951) och Anne (född 1959). Wachtmeister avled 2013 och gravsattes på Galärvarvskyrkogården i Stockholm.